# Callambulyx piepersi
Callambulyx piepersi är en fjärilsart som beskrevs av Pieter Cornelius Tobias Snellen 1880. Callambulyx piepersi ingår i släktet Callambulyx och familjen svärmare. Inga underarter finns listade i Catalogue of Life.